# Simon Sešlar
Simon Sešlar, slovenski nogometaš in trener, * 5. april 1974, Celje.

## Življenjepis
Sešlar je večji del kariere igral v slovenski ligi za kluba Celje in Maribor. Skupno je v prvi slovenski ligi odigral 404 prvenstvenih tekem in dosegel 37 golov. V sezoni 1999/2000 je z Mariborom igral ligo prvakov. Igral je na položaju vezista v slovenski, nemški, belgijski, izraelski, ciprski in avstrijski ligi. Za Slovensko izbrano vrsto je od leta 1997 do 2005 zbral 19 nastopov. Po končani karieri, ki jo je sklenil v matičnem klubu junija 2009 je bil eno leto tudi športni direktor pri ljubljanski Olimpiji.Po treh letih in narejenih trenerskih licencah je v Slovenskih Konjicah kot glavni trener prevzel tedanjega drugoligaša Dravinjo, ki jo je vodiln. dobri dve leti. Njegova druga trenerska postaja je bil Aluminij iz Kidričevega. Trenutno je trener mladinskega moštva Celje U19, ki igra v 1 SML. Ob tem pa je tudi vodja nogometne šole.

## Zasebno
Simon Sešlar je poročen s tri leta mlajšo Nino s katero imata tri otroke. Najstarejša je hči Hana (1997), srednji otrok je sin Svit (2002), prav tako nogometaš, in najmlajša Lina, ki se jima je rodila 13. maja 2003.